# Polonia en los Juegos Olímpicos de Vancouver 2010
Polonia estuvo representada en los Juegos Olímpicos de Vancouver 2010 por un total de 50 deportistas que compitieron en 11 deportes.
El portador de la bandera en la ceremonia de apertura fue el patinador de velocidad Konrad Niedźwiedzki.

## Medallistas
El equipo olímpico polaco obtuvo las siguientes medallas:
| Nombre                                                                        | Deporte               | Competición            |
| ----------------------------------------------------------------------------- | --------------------- | ---------------------- |
| Oro                                                                           |                       |                        |
| Justyna Kowalczyk                                                             | Esquí de fondo        | 30 km F                |
| Plata                                                                         |                       |                        |
| Justyna Kowalczyk                                                             | Esquí de fondo        | Velocidad ind. F       |
| Adam Małysz                                                                   | Saltos en esquí       | Trampolín normal M     |
| Adam Małysz                                                                   | Saltos en esquí       | Trampolín grande M     |
| Bronce                                                                        |                       |                        |
| Justyna Kowalczyk                                                             | Esquí de fondo        | 15 km persecución F    |
| Katarzyna Bachleda-Curuś Natalia Czerwonka Katarzyna Woźniak Luiza Złotkowska | Patinaje de velocidad | Persecución por eqs. F |